# 朝鲜人民军航空与反航空军
朝鮮人民軍空軍（朝鲜语：／）是朝鮮人民軍的空中作戰軍種，拥有11万兵力和40万的预备役，包括机组人员、维修后勤人员以及管理指挥人员，为朝鲜人民军第二大的兵种。它拥有1,600到1,700架地各式飞機，这些过去主要由苏联提供。空军司令部位于平壤市中和郡，是朝鲜人民军总参谋部旗下的一个兵种司令部，正式名称是空军与防空司令部，统管国土防空部队。由于朝鲜是以陆军为主的综合军种体制，其空军总司令的级别只与陆军的军团长相当，但从历代空军总司令出身而被提拔到人民军最高指挥部的人物并不少（前人民武力部部长崔光与总政治局前局长赵明錄等人均是）。

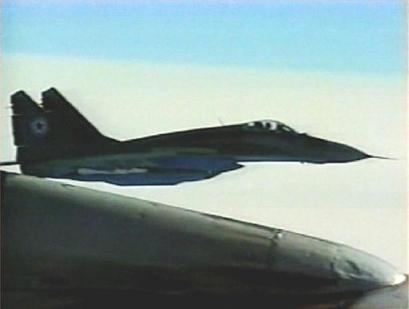
拦截美军RC-135电子侦察机的朝鲜空军米格-29S

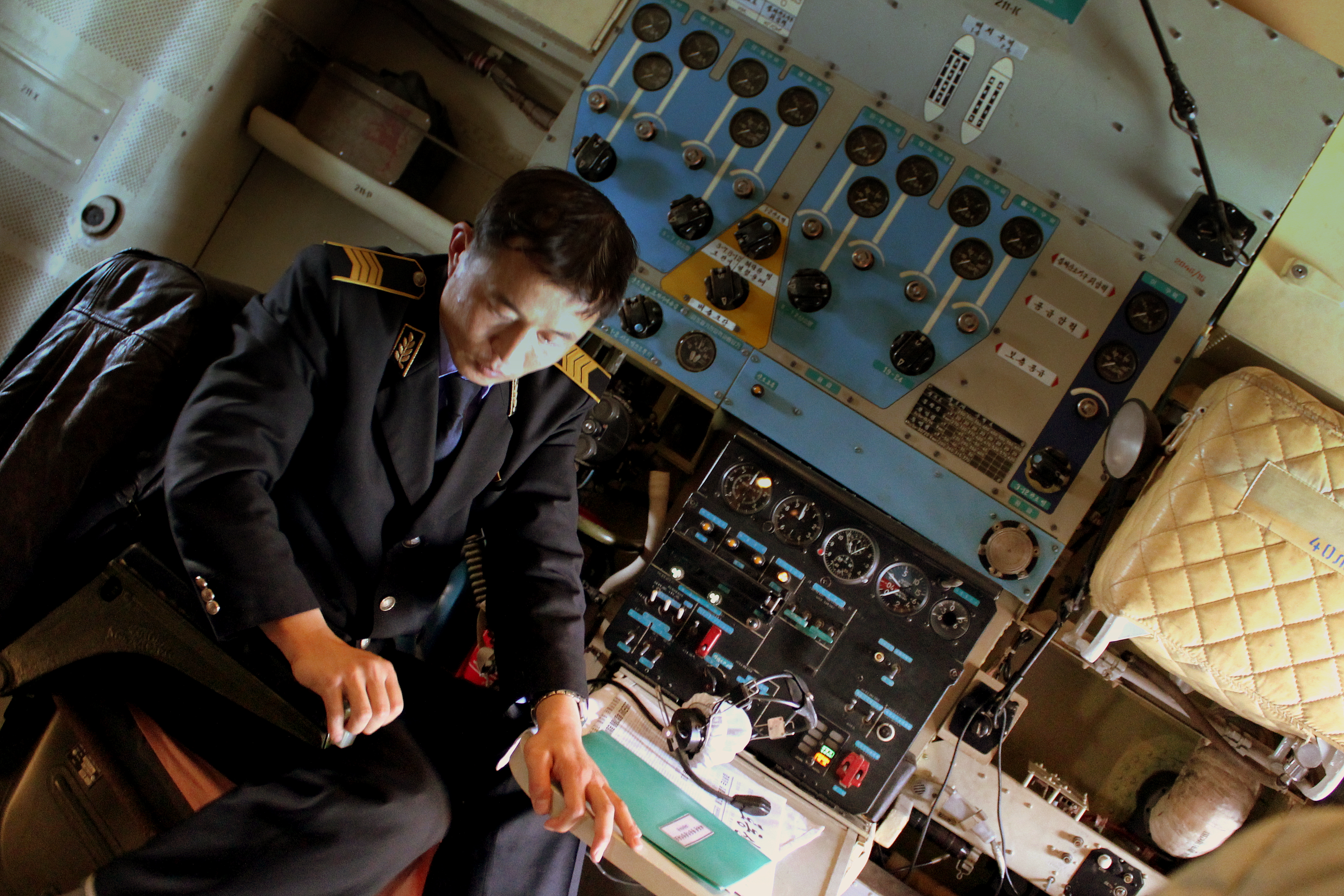
朝鲜民航飞行员

儘管空軍具有比海軍和陸軍更高的優先選擇權，甚至在某些方面可說是倍受關照，但實際狀況是朝鲜空军仍缺乏足够的现代化装备，大多数飞机和空对空导弹已过时。但是空军架设了一个非常庞大的防空雷达网以及许多高射炮及导弹基地。這些裝備配属在25个正式机场和26个疏散机场，另有18个高速公路戰備跑道。
朝鲜空军部队的飞行员飞行训练时间极少，有些飞行员只有7个小时的飞行时间，21世紀後經濟狀況改善逐步增加到45小時-50小時，但相比之下北約成員國受訓生至少需要進行150小時的飛行訓練才能成为新手飛行員，中國大陸飛行員進行180小時的飛行訓練才能單飛，美國、俄羅斯飛行員則是超過200小時的飛行訓練。模擬訓練也缺乏專業大型模擬機當作材料。

## 裝備

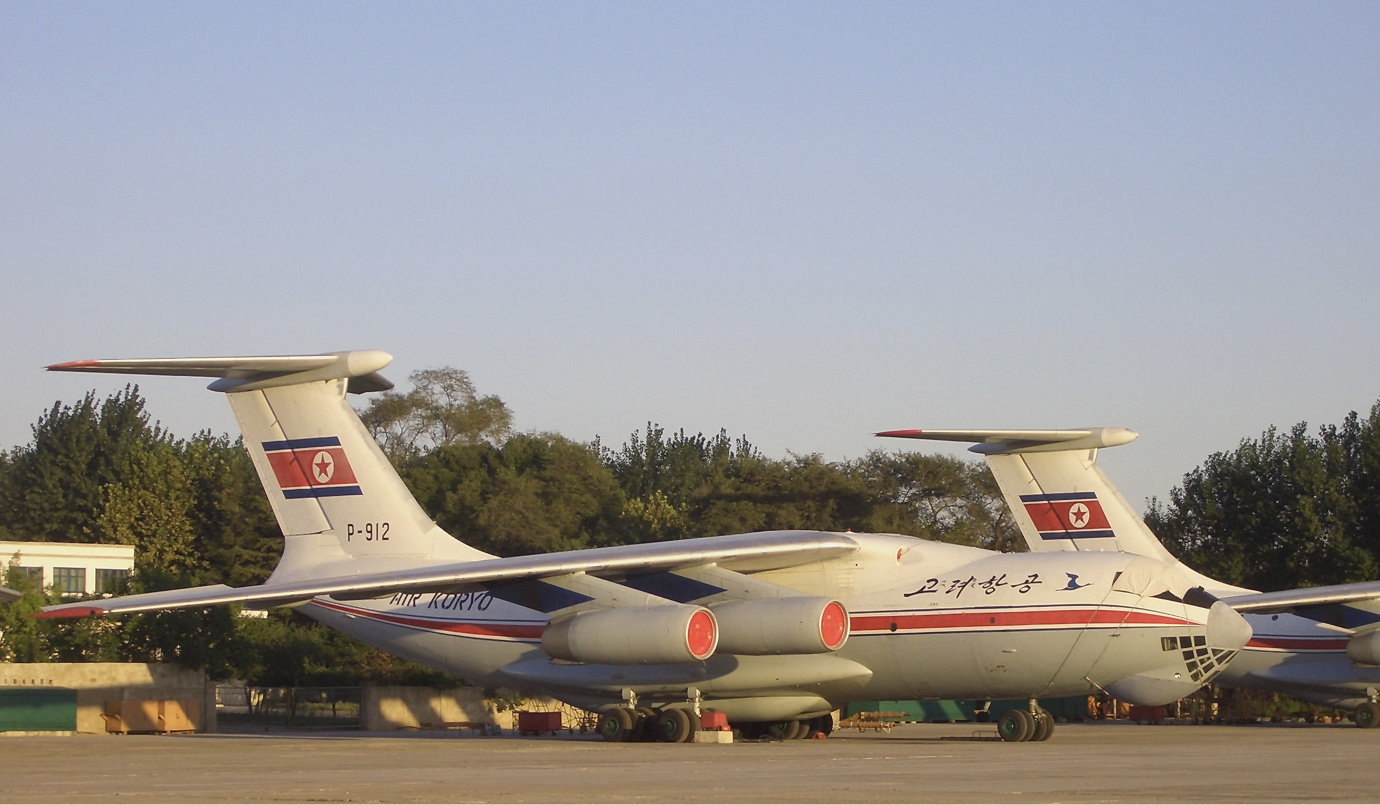
朝鮮民航伊尔-76，由空军运输机改装

朝鲜空軍裝備有1,500架以上飛機，就規模而言為世界前列，但品質上多為舊式蘇聯飛機為主，其中一半以上還是沒有作戰力的老舊運輸機、教練機，輔以少量自製或未知來源的飛機，是否有模型充數，以及妥善率狀況外界也不得而知。
- 战斗机：484架
- 攻击机：194架
- 教練機：357架
- 運輸機：約500架
- 其它：82架
- 總計：1,500架以上

| 機型                            | 生產國                | 類型         | 型號                                                       | 現役數            | 備註                                                                              |
| 戰鬥機                          | 戰鬥機                | 戰鬥機       | 戰鬥機                                                     | 戰鬥機            | 戰鬥機                                                                            |
| ------------------------------- | --------------------- | ------------ | ---------------------------------------------------------- | ----------------- | --------------------------------------------------------------------------------- |
| 米格-29                         | 苏联                  | 战斗机       | 米格-29B米格-29UB （双座教练机）米格-29S                   | 33架單座，2架雙座 | 平壤防衛隊用 米格-29B-12、米格-29UB-12型和米格-29S-13型（部分为朝鲜授权自行组装） |
| 米格-23                         | 苏联                  | 戰鬥機       | 米格-23ML                                                  | 56                |                                                                                   |
| 米格-17 （歼-5）                | 苏联 · 中华人民共和国 | 戰鬥機       |                                                            |                   |                                                                                   |
| 米格-19 （歼-6）                | 苏联 · 中华人民共和国 | 戰鬥機       | 部分用作攻击机                                             |                   |                                                                                   |
| 米格-21 （歼-7）                | 苏联 · 中华人民共和国 | 戰鬥機       | 米格-21PFM米格-21Bis米格-21UM （双座教练机）米格-21FM歼-7A | >250              |                                                                                   |
| 攻擊機                          |                       |              |                                                            |                   |                                                                                   |
| 伊尔-28 （轰-5）                | 苏联 · 中华人民共和国 | 轟炸機       |                                                            | 80                | 至少40架被確認                                                                    |
| 苏-25                           | 苏联                  | 攻擊機教练机 | 苏-25K苏-25UBK                                             | 324               | Google Earth所顯示                                                                |
| 苏-7                            | 苏联                  | 战斗轰炸机   | 苏-7BMK                                                    | 18                |                                                                                   |
| 米-24                           | 苏联                  | 武装直升機   | 米-24D                                                     | 20                |                                                                                   |
| 教練機                          |                       |              |                                                            |                   |                                                                                   |
| 米格-15                         | 苏联                  | 教練機       | 米格-15UTI                                                 | 30                |                                                                                   |
| 雅克-18                         | 苏联                  | 教練機       |                                                            | 180               |                                                                                   |
| L-39信天翁                      | 捷克斯洛伐克          | 教練機       | L-39C                                                      | 12                |                                                                                   |
| 歼-5                            | 中华人民共和国        | 教練機       | 歼教-5                                                     | 135               |                                                                                   |
| 運輸機                          |                       |              |                                                            |                   |                                                                                   |
| 伊尔-76                         | 苏联                  | 運輸機       | 伊尔-76MD                                                  | 3                 |                                                                                   |
| 伊尔-62                         | 苏联                  | 客機         | 伊尔-62M                                                   | 4                 | 高丽航空客机，其中2架为VIP专机                                                    |
| 安-24                           | 乌克兰                | 運輸機       | 安-24T                                                     | 6                 | 90年代引進                                                                        |
| 安-148                          | 乌克兰                | 客机         | 安-148                                                     | 20                | 高丽航空客机，曾作为金正恩专机                                                    |
| 安-2（运-5）                    | 苏联 · 中华人民共和国 | 運輸機       | 變型改裝機                                                 | 300               | 地面封存                                                                          |
| Li-2                            | 苏联                  | 運輸機       | Lisunov Li-2                                               | 少量              | Google Earth所顯示                                                                |
| 仿製機                          |                       |              |                                                            |                   |                                                                                   |
| 安-24                           |                       | 偵察機       | 不明                                                       | 1架以上           | 改裝版加裝米格-29用的 N019 雷達                                                   |
| 图-143                          | 苏联                  | 無人機       | DR-3                                                       | 1架以上           |                                                                                   |
| MQM-10D                         | 美国                  | 無人機       | 仿制自MQM-107D                                             | 不明              | 由敘利亞提供技術.                                                                 |
| 直升機                          |                       |              |                                                            |                   |                                                                                   |
| 米-26                           | 苏联                  | 運輸直升機   | 米-26                                                      | 4                 | Google Earth所顯示                                                                |
| 米-8                            | 苏联                  | 多用途直升機 | 米-8T                                                      | 15                | [ 9 ]                                                                             |
| Mi-4直昇機                      | 苏联                  | 运输直升机   |                                                            | 48                | [ 9 ]                                                                             |
| Mi-2直升機改良版 (又稱“革新-2”) | 波蘭 ·                | 多用途直升機 | 改裝型                                                     | 140               | [ 9 ]                                                                             |
| MD 500防衛者式直昇機            | 美国                  | 多用途直升機 | 不明                                                       | 87                | [ 10 ]                                                                            |
| Mi-14直昇機                     | 苏联                  | 反潛直昇機   | 米-14PL                                                    | 10                |                                                                                   |
| Mi-17直昇機                     | 苏联                  | 多用途直升機 |                                                            |                   |                                                                                   |
| 卡-25                           | 苏联                  |              |                                                            |                   |                                                                                   |

## 空軍基地
- 咸鏡北道（咸北）
  - 勝岩里機場（英语：Sungam Ni Airport），鏡城郡
  - 鏡城朱乙機場（英语：Kyongsong Chuul Airport），鏡城郡
  - 清津機場，又名漁郎機場。漁郎郡，第8教練航空師指揮部駐地
  - 極洞機場（英语：Kuktong Airport），化成郡
- 兩江道（兩江）
  - 白岩機場（英语：Paegam Airport），白岩郡
  - 三池淵機場，三池淵郡
  - 惠山飛行場，惠山市
  - 黃水院機場（英语：Hwangsuwon Airport），金亨權郡
- 慈江道（慈江）
  - 滿浦機場，滿浦市
- 咸鏡南道（咸南）
  - 德山機場（英语：Toksan Airport），咸興市，第2戰鬥航空師指揮部駐地
  - 端川南機場（英语：Tanchon South Airport），端川郡
  - 利原機場（英语：Riwon Southeast Airport），利原郡
  - 長津空軍基地（英语：Changjin Air Force Base），長津郡
  - 連浦機場（英语：Yonpo Airfield），咸興市
  - 宣德飛行場，定平郡，第6運輸航空旅指揮部駐地
- 江原道（江原）
  - 元山機場，又名葛麻機場，元山市
  - 河橋機場（英语：Kang Da Ri Airport），元山市
  - 舊邑里機場（英语：Kuum Ni Airport），通川郡
  - 金剛機場（英语：Kumgang Airport），金剛郡
  - 淮陽機場（英语：Hoeyang Southeast Airport），淮陽郡
  - 縣里機場（英语：Hyon Ni Airport），淮陽郡
  - 板橋機場（英语：Ichon Northeast Airport），板橋郡
  - 伊川機場，伊川郡
- 黃海北道（黃北）
  - 黃州機場（英语：Hwangju Airport），黃州郡，第3戰鬥航空師指揮部駐地
  - 谷山機場（英语：Koksan Airport），谷山郡
  - 丙戌里機場（英语：Pyongsul Li Airport），谷山郡
  - 直洞機場（英语：Chiktong Airport），谷山郡
  - 大北浦里機場（英语：Taebukpo Ri Airport），兔山郡
  - 道下里北機場（英语：Toha Ri North Airport），遂安郡
  - 瑞興南機場（英语：Sohung South Airport），瑞興郡
- 黃海南道（黃南）
  - 梨峴機場（英语：Rihyon Airport），新院郡
  - 海州機場，海州市
  - 甕津機場（英语：Ongjin Airport），甕津郡
  - 苔灘機場（英语：Taetan Airport），苔灘郡
  - 瓜飴機場（英语：Kwail Airport），瓜飴郡
  - 銀泉機場（英语：Unchon Up Airport），銀泉郡
- 南浦市
  - 椒島機場（英语：Chodo Airport），港口區域
  - 溫泉機場（英语：Onchon Air Base），溫泉郡
- 平壤市
  - 美林機場，寺洞區域
  - 江東機場（英语：Kangdong Airport），江東郡
  - 平壤國際機場，順安區域
- 平安南道（平南）
  - 价川機場（英语：Kaechon Airport），价川市，第1戰鬥航空師指揮部駐地
  - 順川機場（英语：Sunchon Airport），順川市
  - 北倉機場（英语：Pukchang Airport），北倉郡
  - 孟山機場（英语：Maengsan Airport），孟山郡
- 平安北道（平北）
  - 泰川機場（英语：Taechon Airport），泰川郡，第5運輸航空旅指揮部駐地
  - 泰川西北機場（英语：Taechon Northwest Airport），泰川郡
  - 方峴飛行場（英语：Panghyon Airport）﹐龜城郡
  - 郭山機場（英语：Kwaksan Airport），郭山郡
  - 宣川機場（英语：Sonchon Airport），宣川郡
  - 義州飛行場，新義州市
  - 新義州機場，新義州市

朝鮮人民軍空軍設有4個航空師及2個運輸旅，其中第1、第2及第3師為戰鬥/轟炸機部隊，第8師為教練機部隊，第5和第6旅為運輸機部隊。
第1師防區為平壤、南浦兩直轄市與平南、平北兩道。第2師防區為非軍事區東段及江原道，第3師則為非軍事區西段和黃南、黃北兩道。第8師雖然是訓練部隊，但同時負責慈江、兩江、咸南與咸北四道空防，江原道部份二線機場也由該師負責營運守備。第6旅負責江原、慈江、兩江、咸南和咸北等道的運輸聯絡，其餘的黃南、黃北，兩直轄市及平南、平北的運輸聯絡，以及最高領導人或政府行政專機則由第5旅負責。

## 历史
1945年9月，日本航空学校出身20名、中共飛行学校約10名、満州国軍出身的地勤约20余，合計約50人組織了新義州航空隊。这是朝鲜空军的前身。使用九五式一型練習機。1945年10月25日，从各地积极分子中選拔学力優秀者组建了第1期生，包括操縦教育隊（30名）、整備教育隊（30名）、通信教育隊（20名）的入隊本科教育開始。翌年1月教育结业。1946年2月23日、第2期生160名入隊。与此同时，来自日本、中共、満州、苏联等帰国的航空關係者約400名抵达，其中包括来自东北民主联军航空学校的王琏。1946年5月第2期生编入平壤學院，1946年6月卒業。王琏担任平壤學院航空課長。航空队第3期生被平壤學院招生入学，因此第3期生即平壤學院航空第1期生，1946年10月卒業。在第1期生至第3期生中選拔成績優秀者300名留学苏联。
1947年8月20日创办朝鲜航空队，1948年9月18日改成朝鲜人民军第25飞行联队，1949年8月16日被改编为朝鲜人民军第11飞行师团，王琏任师团长，副师团长李骅，这是朝鲜唯一的航空兵部队，下辖襲撃機联队、第18追撃機联队、教导联队、工兵大隊。装备了1948年底苏军撤出朝鲜后留下的雅克-9、拉-7、伊尔-10等二战老旧飞机。各联隊長为日本陸軍少年飛行兵15期出身者。
1951年1月，设立朝鲜人民军空军司令部，王琏为首任司令官。1951年3月15日在遼寧省安東四道沟组建“中国人民志愿军空军和朝鲜人民军空军联合作战司令部”（简称“空联司”），司令员刘震，第一副司令员王琏，副司令员常乾坤，参谋长沈启贤，政治部副主任李世安，司令员助理张庆和。。1951年末，朝鲜空军有4个航空师团（第1師團、第2師團、第10師團、第11師團）。1952年进一步扩充成6个师团（第1師團、第2師團、第3師團、第10師團、第11師團、第21師團）。
1952年末夜間空袭金浦作戦失败，以谎报战果的理由解除了王琏的朝鲜人民军空军司令官职务。

## 历任领导
司令官
- 王琏 空军中将(1951年1月-1952年末)，1951年3月15日兼任中国人民志愿军空军和朝鲜人民军空军联合作战司令部第一副司令员。
- 李炳哲 空军大将（2008年？—2014年）
- 崔英浩 空军上将（2014年— 2016年）
- 金光赫 空军上将（2016年— 现任）

政治委员
- 孙哲柱 空军中将

副司令官
- 李骅（日语：李闊）（1951年1月-1955年7月）

参谋长
- 崔学成 航空军少将

副参谋长